# Oreobates sanctaecrucis
Oreobates sanctaecrucis là một loài ếch trong họ Strabomantidae; it was formerly placed in the "Leptodactylidae" assemblage.
Nó là loài đặc hữu của Bolivia. Các môi trường sống tự nhiên của chúng là rừng mây ẩm nhiệt đới và cận nhiệt đới, vườn nông thôn, và các khu rừng trước đây bị suy thoái nặng nề. Nó không được xem là bị đe dọa theo IUCN.